# Chorebus angulicapitis
Chorebus angulicapitis är en stekelart som beskrevs av Vladimir Ivanovich Tobias 1998. Chorebus angulicapitis ingår i släktet Chorebus och familjen bracksteklar. Inga underarter finns listade i Catalogue of Life.